# Goodwell (Oklahoma)
Goodwell – miejscowość w Stanach Zjednoczonych, w stanie Oklahoma, w hrabstwie Texas.